# Palkov preliv
Palkov preliv (tamilsko பாக்கு சலசந்தி / பாக்கு நீரிணை) je ožina med indijsko zvezno državo Tamil Nadu in okrožjem Mannar severne pokrajine otoške države Šrilanke. Povezuje Bengalski zaliv na severovzhodu z zalivom Palk na jugozahodu.  Preliv je širok od 53 do 82 km.  Vanj priteče več rek, vključno reka Vaigai iz območja Tamil Nadu. Preliv je dobil ime po Robertu Palku, ki je bil guverner province Madras (1755-1763) med obdobjem dominiona Britanske vzhodnoindijske družbe. 

## Geografija
Palkov zaliv je na južnem koncu naslonjen na verigo nizkih otokov in grebenov, ki jih imenujemo Adamov most, ali v hindujski mitologiji priljubljen kot "Ram Setu", tj. Ramov most.  Ta veriga se razteza med Dhanushkodi na otoku Pamban (znan tudi kot otok Rameswaram) v državi Tamil Nadu in do otoka Mannar na Šrilanki. Otok Rameswaram je povezan z indijsko celino s Pambanskim mostom.

## Zgodovina
Od leta 1914 so vozili redni vlaki iz Madrasa / Chennai v Dhanushkodi, trajekt do Talaimannarja na otoku Mannar in od tam na vlaka v Kolombo. Leta 1964 je ciklon uničil Dhanushkodi in železnico ter povzročil hude poškodbe vzdolž obale Palkovega preliva in zaliva.  Dhanushkodi ni bil obnovljen in železniška povezava od Talaimannarja do Mahawilachchiya na Šrilanki je bila opuščena. Tudi trajekt od Rameswarama do Talaimannarja je bil prekinjen. 

### Predlagan prekop
Plitve vode in grebeni ožine ogrožajo velike ladje, čeprav so ribiški čolni in majhna plovila, ki so zagotavljala obalno trgovino, skozi stoletja krmarila skozi preliv. Velike ladje morajo potovati okoli Šrilanke. Gradnja pomorskega kanala skozi ožino je bila prvič predlagana britanski vladi Indije leta 1860, številne komisije pa so proučevale predlog do danes. Najnovejša študija projekta Sethusamudram Shipping Canal, kot se zdaj imenuje, je bila presoja vplivov na okolje in študija tehnične izvedljivosti, ki jo je leta 2004 naročila vlada Tamil Nadu. 
Vendar pa se je načrt soočil z nasprotovanjem različnih verskih krogov. Indijska epska pesem Ramajana, napisana tisoče let nazaj v sanskrtu in pomembno hindujsko besedilo, govori o tem, kako je Rama s pomočjo vojske vanarov zgradil kamnit most čez morje do Lance, da bi rešil svojo ženo Sito iz Asure kralja Ravana. Ram Karmabhoomi gibanje, ki ga spodbudila NASA s satelitsko sliko Ramovega mostu, je bilo oblikovano, da bi preprečilo, da bi se zgradil  ladijski prekop. 